# Andorra na Eurovision Song Contest
Andorra se zúčastnila 6 ročníků soutěže Eurovision Song Contest, poprvé v roce 2004. Země je jediným účastníkem Eurovize, který nikdy nepostoupil do finále. Nejlepšího umístění dosáhla v roce 2007 skupina Anonymous, která skončila v semifinále na 12. místě. Andorra se soutěže zúčastnila naposledy v roce 2009, podle národního vysílatele z důvodu finančních komplikací.

## Výsledky
| Rok                     | Interpret         | Píseň                          | Jazyk                    | Finále   | Finále   | Semifinále | Semifinále |
| Rok                     | Interpret         | Píseň                          | Jazyk                    | Pořadí   | Body     | Pořadí     | Body       |
| ----------------------- | ----------------- | ------------------------------ | ------------------------ | -------- | -------- | ---------- | ---------- |
| 2004                    | Marta Roure       | „Jugarem a estimar-nos“        | katalánština             | nepostup | nepostup | 18.        | 12         |
| 2005                    | Marian van de Wal | „La mirada interior“           | katalánština             | nepostup | nepostup | 23.        | 27         |
| 2006                    | Jenny             | „Sense tu“                     | katalánština             | nepostup | nepostup | 23.        | 8          |
| 2007                    | Anonymous         | „Salvem el món“                | katalánština, angličtina | nepostup | nepostup | 12.        | 80         |
| 2008                    | Gisela            | „Casanova“                     | angličtina               | nepostup | nepostup | 16.        | 22         |
| 2009                    | Susanne Georgi    | „La teva decisió (Get a Life)“ | katalánština, angličtina | nepostup | nepostup | 15.        | 8          |
| bez účasti od roku 2010 |                   |                                |                          |          |          |            |            |

| Legenda | Legenda        |
| ------- | -------------- |
| ◁       | poslední místo |

## Galerie

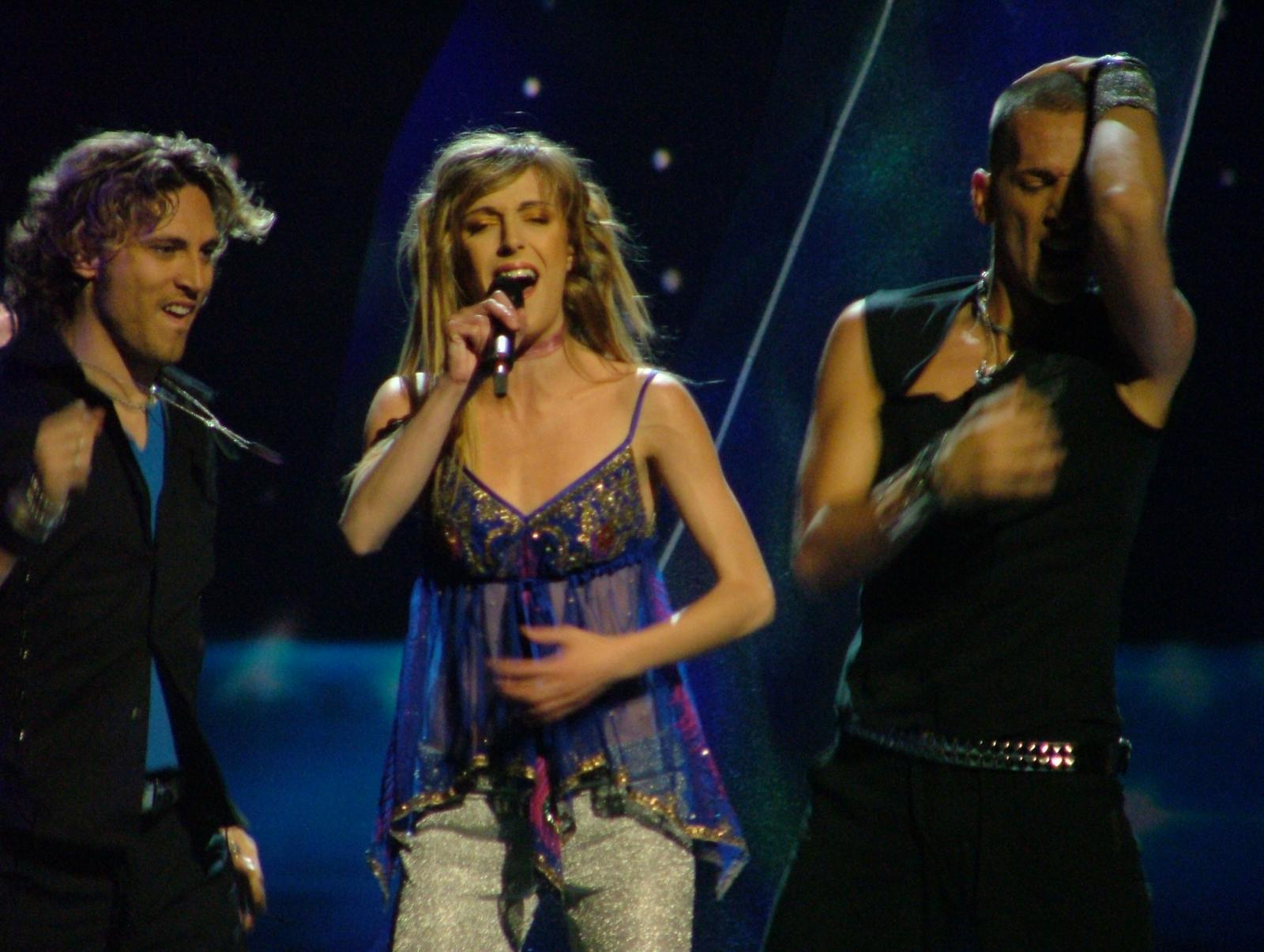
Marta Roure v Istanbulu (2004)
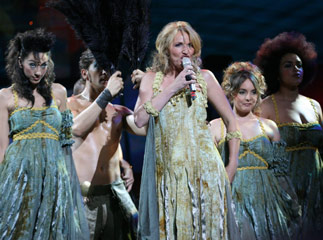
Marian van de Wal v Kyjevě (2005)
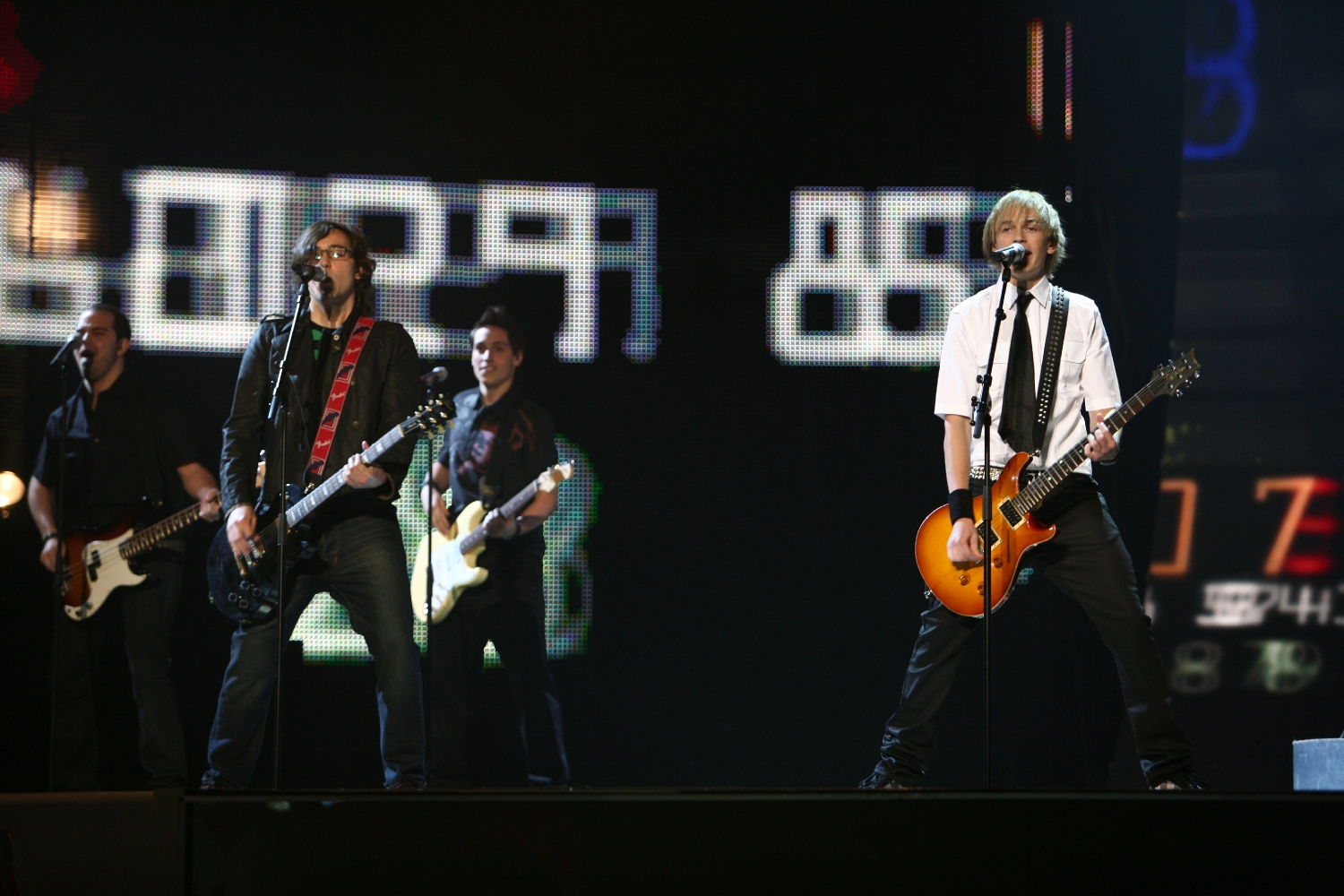
Anonymous v Helsinkách (2007)
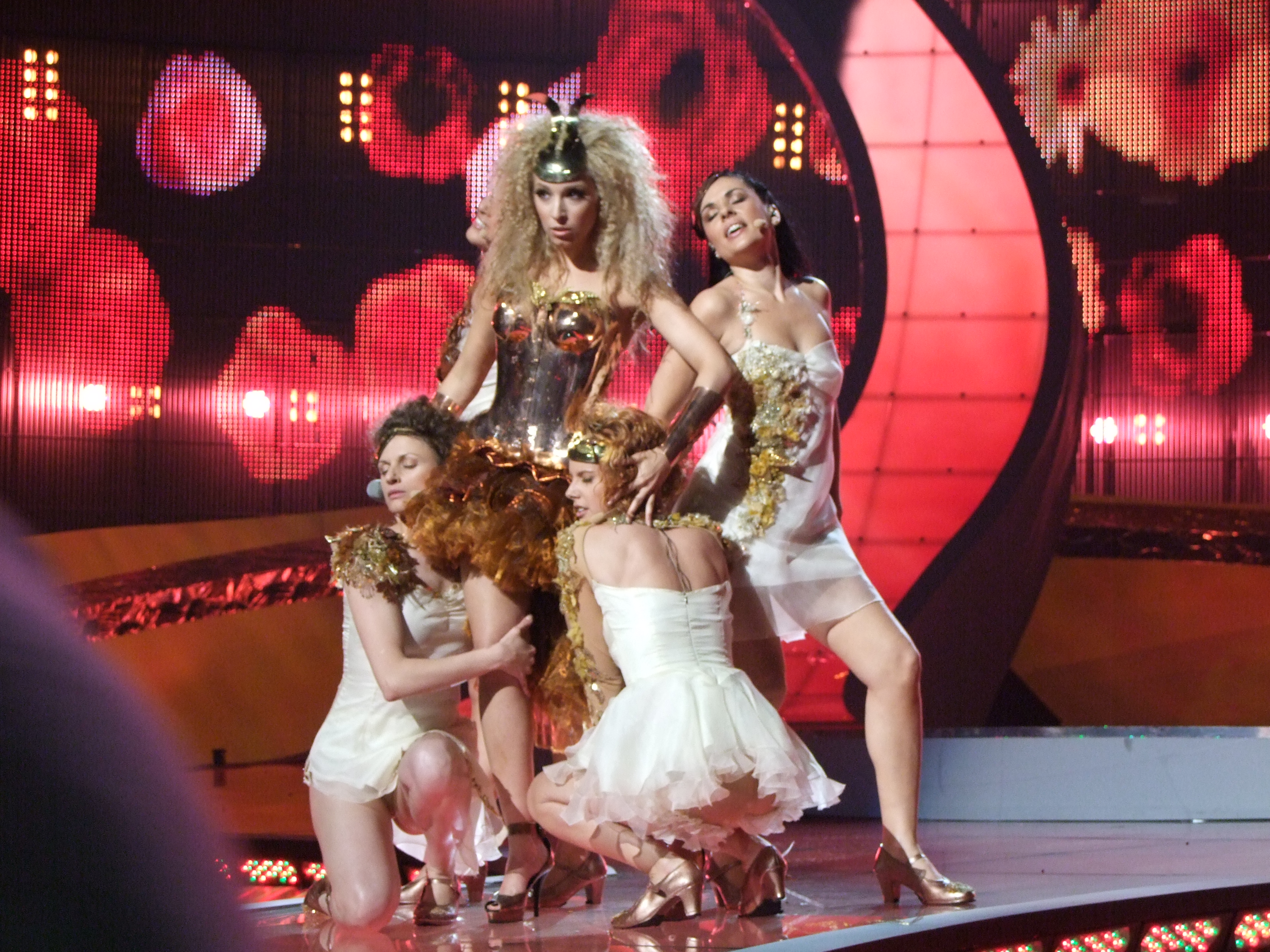
Gisela v Bělehradu (2008)
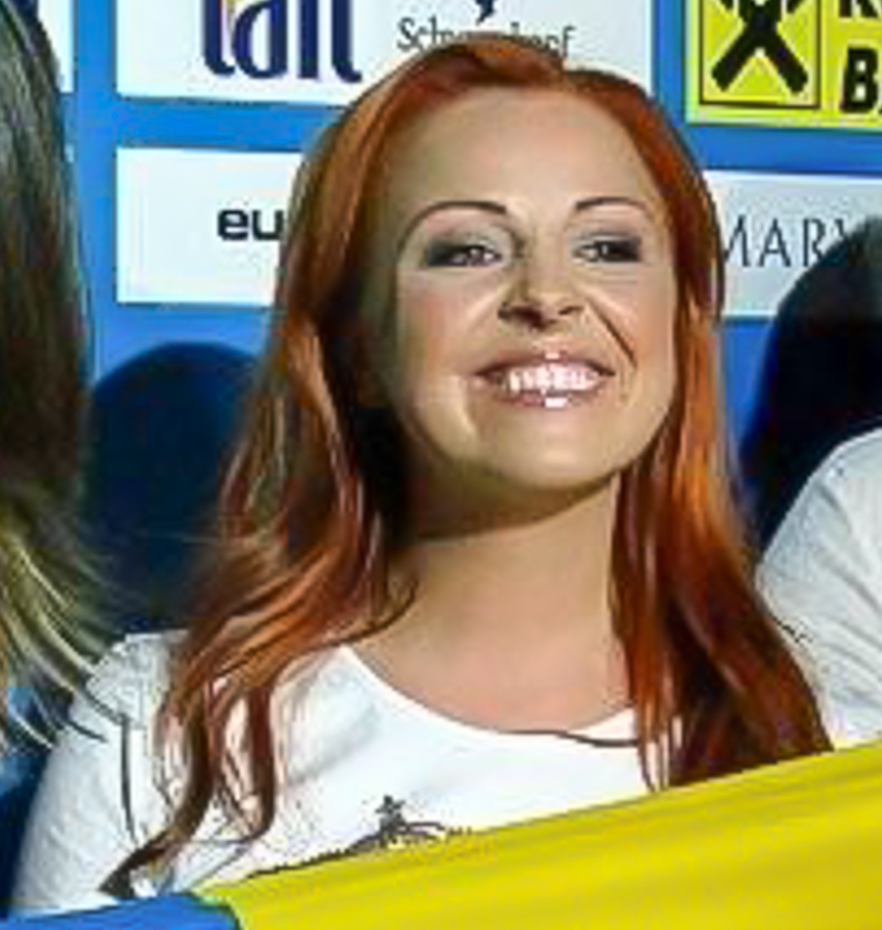
Susanne Georgi v Moskvě (2009)